# Персеј
Персеј (грч. Περσεύς, Περσέως, Περσέας) лик је из грчке митологије. Био је син Зевса и Данаје.
Акрисије, Персејев деда, имао је само једног потомка, ћерку Данају. Отишао је у пророчиште у Делфију да му пророчица каже хоће ли имати синова. Рекла му је да неће, али да ће прво дете његове ћерке бити мушко и да ће га он, његов унук, убити. Он је одлучио да Данају утамничи и склони од просаца како се не би удала и добила прореченог сина. Зевс је, у облику златне кише, допрео до Данајине тамнице и зачели су сина Персеја. Акрисије се бојао да убије Зевсовог сина па је Данају и свог унука прогнао из своје краљевине. Персеј, полубог по очевој страни, израстао је у лепог и снажног младића. Уз помоћ свога оца, чаробних сандала, шлема и штита одсекао је главу Медузи Горгони, најопаснијој од три Горгоне која је имала моћ да сваког ко је погледа, окамени а од чије је крви накнадно настао Пегаз.
У Етиопији је ослободио Андромеду коју је богиња Атина била привезала за стену и препустила на милост и немилост морском чудовишту. Персеј се заљубио у Андромеду и узео је за жену. Пророчанство да ће краља Акрисија убити сопствени унук се испунило. Персеј се вратио у родну краљевину из које је дуго био изгнан по наређењу свог деде у тренутку када се одржавало такмичење у бацању диска. Одлучио је да и сам учествује у такмичењу и бацио је диск тако снажно да је случајно усмртио управо Акрисија и не знајући да је то био његов деда.

## Етимологија
Већина етимолога сматра да је то прагрчко име које је дошло из праиндоевропског.
Персејово грчко име можда долази од грч. perthein = уништити. Суфикс -eus означава именицу, овај пут од аористне основе pers-. Perseus је онда онај који уништава (градове), односно војник је по занимању - први микенски ратник. Сам корен perth- можда долази од праиндоевропског  = стругати, резати.  се у грчком одражава као ph-, а због th у средини речи, проводи се дисимилација те ph- постаје p-.
Неки тврде и да је то семитска реч p-r-s = резати, а повезује се често и с именом божице Персефоне, владарке загробног света.
По Персеју се прозвао македонски краљ Персеј Македонски.

## Митологија

### Порекло из Аргоса
Персеј је био син Зевса и Данаје, ћерке Акрисија, краља Аргоса. Разочаран недостатком среће у рођењу сина, Акрисије се посаветовао са пророчиштем у Делфима, који су га упозорили да ће га једног дана убити син његове ћерке. Да би Данају задржао без деце, Акрисије ју је затворио у бронзану одају, отворену ка небу, у дворишту своје палате: Овај мит је такође повезана са Аресом, Енопионом, Еуристејом и другима. Зевс јој је дошао у облику златне кише, и подарио сина Персеја. Убрзо након тога родило им се дете; Персеј - „Персеј Еуримедон, јер му је мајка дала и ово име“.
У страху за своју будућност, али не желећи да изазове гнев богова убијајући потомство Зевса и своје ћерке, Акрисије их је бацио у море у дрвеном сандуку. Данајину страшљиву молитву, изговорену док је плутала у мраку, изразио је песник Симонид са Кеја. Мајка и дете су се испрали на обалу острва Серифос, где их је удомио рибар Диктис („рибарска мрежа“), који је дечака одгајао до зрелости. Брат Диктиса био је Полидект („онај који прима/поздравља многе“), краљ острва.

### Горгона
Након неког времена, Полидект се заљубио у Данају те је хтио да уклони Персеја са острва. Најавио је банкет на којем је сваки гост био дужан да доведе коња, да би могао оженити Хиподамију („припитомљеница коња”). Персеј није имао коња, али је обећао да ће донети Медузину главу чије је лице претварало људе у камен.
Персеј је дуго лутао тражећи Медузу и њезине сестре Горгоне, не знајући где би тражио и како би је убио. Хермес му је дао мач, а Атена штит. Нису знали пут до самих Горгона, али знали су до Греја, њихових сестара, старих жена с једним оком и зубом. Персеј је узео око док су га измењивале и није га хтио вратити све док му нису дале упутства како да стигне до Горгона.
Потом је отишао до Хиперборејаца који су му дали крилате сандале, чаробну путничку торбу кисибис и Хадову кацигу невидљивости. Заједно с Атениним и Хермесовим даром те даровима Хиперборејаца стигао је у горгонску пећину где су Горгоне спавале. Видевши Медузин одраз у штиту, могао јој је сигурно прићи и одсећи главу, а да га не скамени њено лице. Друге су га две Горгоне - Стена и Еуријала, бесмртне Медузине сестре - следиле, али побегао је уз помоћ своје кациге невидљивости.

### Андромеда
На повратку на острво Сериф, застао је у Етиопији где је владао краљ Кефеј и краљица Касиопеја.
Посејдон је послао поплаву и морско чудовиште на Касиопеју која се хвалила да је лепотом једнака морским нимфама Нереидама. Амонска је пророчица изрекла да је једини лек тај да краљ изложи своју кћер Андромеду чудовишту Кету. Привезали су је за стену на обали, а Персеј је, пошто је одсекао Медузину главу, рекао да ће је спасити ако је потом добије за жену. Родитељи су пристали, а он је том чудовишту такође одсекао главу и оженио је, успрскос Финеју којем је била обећана. На венчању је међу њима дошло до свађе, и Финеј је са својим људима напао Персеја који је пријатељима убрзо рекао да скрену поглед. Извадио је Горгонину главу, а Финеј се, након што ју је видио, претворио у камен, заједно са својим људима.
Према једној верзији мита, Персеј је до Андромеде одлетио својим летећим сандалама.
Андромеда је следила свог мужа у Аргос и постала предак породици Персеида, због свог сина Перса. Имали су шест синова: Перс, Алкеј, Хелеј, Местор, Стенел, Електрион и кћи Горгофону (названа по Горгони). Њихови су потомци владали Микеном те укључују и великог Херакла.

#### Повратак
Постоји неколико верзија митова о томе што се догодило након Медузиног убиства.
Персеј se vratio na острво te je ubio nasilnog Polidekta Meduzinom glavom, a Dikta učinio kraljem. Персеј je poslije vratio sve čarobne posuđene stvari, a Meduzinu glavu dao je Ateni za njezin štit - gorgonion.
- Паусаније тврди да није отишао у Аргос, него у Ларису где су одржане атлетске игре. Тамо је Персеј измислио нову игру - бацање прстенова/колута/обруча на штап. Акрисије је дошао, али стајао је у путањи обруча те је убијен, а пророчанство је испуњено.
- Према Аполодору, Персеј се вратио у Аргос, али, чувши пророчанство, повукао се у Тесалију. Тамо је Теутамида, краљица Ларисе, одржавала погребне игре за свога оца. Персеј је, такмичећи се, погодио Акрисија у ногу и убио га.
- Према Овидију, Акрисија је прогнао његов брат Протеј. Персеј га је Медузином главом претворио у камен и вратио Акрисија на престо.

Изузевши потоњу верзију, Персеј је након Акрисијеве смрти дао престо Протеју.

### Оснивање Микене
Паусаније пише да су Грци веровали да је Персеј основао Микену. Доноси да је Персејова гробница била с леве стране цесте од Микене према Аргосу те да је постојала света микенска фонтана - Персеја (која је можда била извор који је опскрбљивао град водом).
Народна митологија говори да је Персеј нашао гљиву (myces) те да је на томе месту основао Микену. Према другим верзијама, спустио је капу на то место или је пак сама Микена названа по Инаховој кћери - Микени.
Аполодор пише да је сама Микена већ постојала, али Персеј ју је утврдио. Потом је постао краљем тога града, заједно са својом женом Андромедом.

### Суда
Према Суди, Персеј је, након што се оженио Андромедом, основао град и назвао га Амандра (Ἄμανδραν). У граду је била стела која приказује Горгону. Град је касније променио име у Конија, јер је имао приказ (ἀπεικόνισμα) Горгоне. Затим се борио са Исавријцима и Киликијанима и основао град Тарс, јер му је пророчиште рекло да оснује град на месту где ће након победе раван (ταρσός) његовог стопала додиривати земљу кад сјаше са коња. Потом је покорио Медијце и променио име државе у Персија. У Персији је подучавао маге о Горгони и када је ватрена кугла пала с неба, узео је ватру и дао је људима да је чувају и поштују. Касније, током рата, поново је покушао да користи Медузину главу, али пошто је био стар и није добро видео, глава није деловала. Пошто је сматрао да је бескорисна, окренуо ју је према себи и умро. Касније је његов син Мерос (Μέρρος) спалио главу.